# The Vale of Dedham
The Vale of Dedham är en oljemålning av den engelske romantiske landskapsmålaren John Constable. Den målades 1828 och ingår sedan 1944 i Scottish National Gallerys samlingar i Edinburgh.
Dedham Vale är naturskönt landskap på gränsen mellan Essex och Suffolk. I målningen kan betraktaren följa floden Stours väg mot Nordsjön, som framskymtar i bakgrunden. I bakgrunden avbildas också byn Dedham vars kyrktorn reser sig över omkringliggande landskap. Constables var född i den närliggande byn East Bergholt och målade flera harmoniska landskap från denna trakt, bland annat Sädesfältet (1826). 

## Relaterade målningar
Constable målade ett stort antal landskapsmålningar från Dedham Vale. Redan 1802 målade han en nästan identisk målning från samma utgångspunkt och med samma titel. Den är mindre i formatet och avbildar, till skillnad från 1828 års målning, en solig dag. Den är sedan 1888 utställd på Victoria and Albert Museum i London.  
| Bild | Titel                                                                | År         | Storlek (cm) | Museum                      | Ort                    |
| ---- | -------------------------------------------------------------------- | ---------- | ------------ | --------------------------- | ---------------------- |
|      | The Vale of Dedham                                                   | 1802       | 43,5 x 34,4  | Victoria and Albert Museum  | London                 |
|      | Dedham Vale                                                          | 1802       | 33,3 x 41,6  | Yale Center for British Art | New Haven, Connecticut |
|      | A View of Dedham Vale                                                | 1802       |              | Koriyama City Museum of Art | Kōriyama               |
|      | Dedham Vale                                                          | cirka 1810 |              | Dayton Art Institute        | Dayton                 |
|      | A Shepherd in a Landscape looking across Dedham Vale towards Langham | cirka 1811 | 14,9 x 29,2  | Yale Center for British Art | New Haven, Connecticut |
|      | Blick von East Bergholt auf Dedham Vale                              | 1815       | 45,6 x 55,1  | Neue Pinakothek             | München                |
|      | The Vale of Dedham                                                   | 1828       | 144,5 x 122  | Scottish National Gallery   | Edinburgh              |